# Stazione di Rosignano
La stazione di Rosignano, insieme a quella di Castiglioncello e di Vada, è uno dei tre scali ferroviari del comune di Rosignano Marittimo.
Ubicata sulla ferrovia Tirrenica, la stazione venne inaugurata nel 1916, alcuni anni dopo la realizzazione della tratta tra Livorno e Cecina (1910).
La stazione non si trova a Rosignano Marittimo, bensì lungo la costa, presso la più grande frazione di Rosignano Solvay, sede dell'omonimo stabilimento chimico: fu infatti grazie all'interessamento della Solvay che la località fu dotata di uno scalo ferroviario.

## Strutture e impianti
Attualmente si contano due binari passanti, utilizzati per il servizio passeggeri verso Cecina (il primo) e verso Livorno (il secondo). In origine i binari erano tre, ma l'ex secondo binario, quello centrale ,utilizzato per le precedenze, è stato eliminato. Il piano di stazione è costituito inoltre da numerosi binari tronchi a servizio dello scalo merci: infatti dalla stazione parte un fascio di raccordo per le vicine industrie Solvay Group, dove vengono prodotti bicarbonato e soda caustica.
Il fabbricato viaggiatori ospita biglietteria e sala d'attesa e la stazione dispone anche di un parcheggio. È presente un sottopassaggio, realizzato alla fine degli anni novanta del XX secolo in sostituzione di una passerella in calcestruzzo armato.
I marciapiedi sono dotati di alcuni monitor per indicare in tempo reale i treni in arrivo e in partenza.

## Movimento
La stazione è servita da relazioni regionali Trenitalia svolte nell'ambito dei contratti di servizio stipulati con la Regione Toscana, denominati "Memorario".
Vi è anche la presenza di un discreto traffico merci, proveniente dal già citato stabilimento Solvay.
Al 2007 lo scalo era frequentato mediamente da più di 650 passeggeri al giorno della divisione regionale., mentre (nel 2022) Rfi dichiara che la stazione è frequentata da 400 a 1.500 al giorno. 

## Servizi
L'impianto è classificato da RFI nella categoria "Silver"; dispone dei seguenti servizi:
- Biglietteria a sportello
- Sala di attesa
- Bar

## Altre immagini

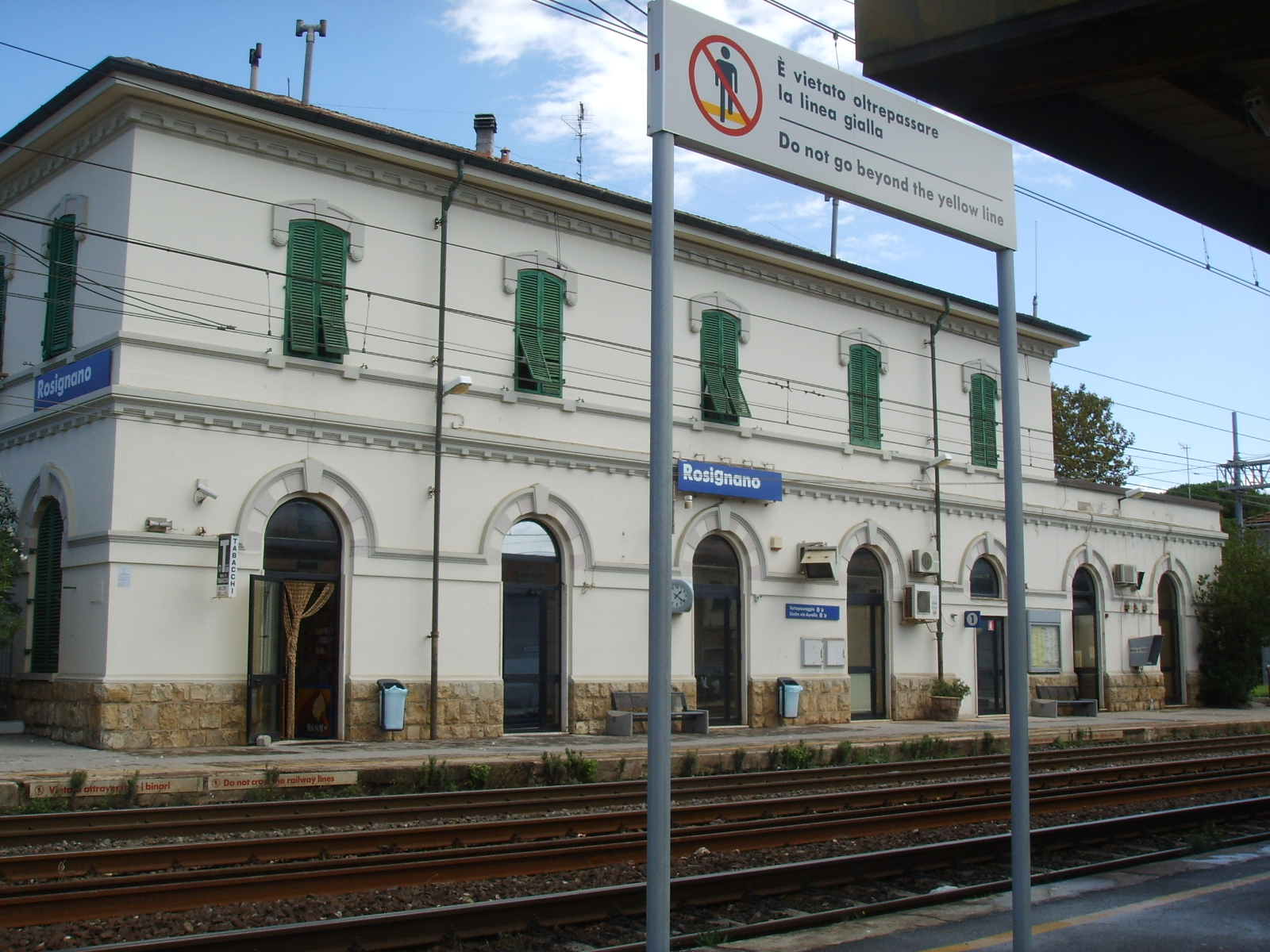
Veduta
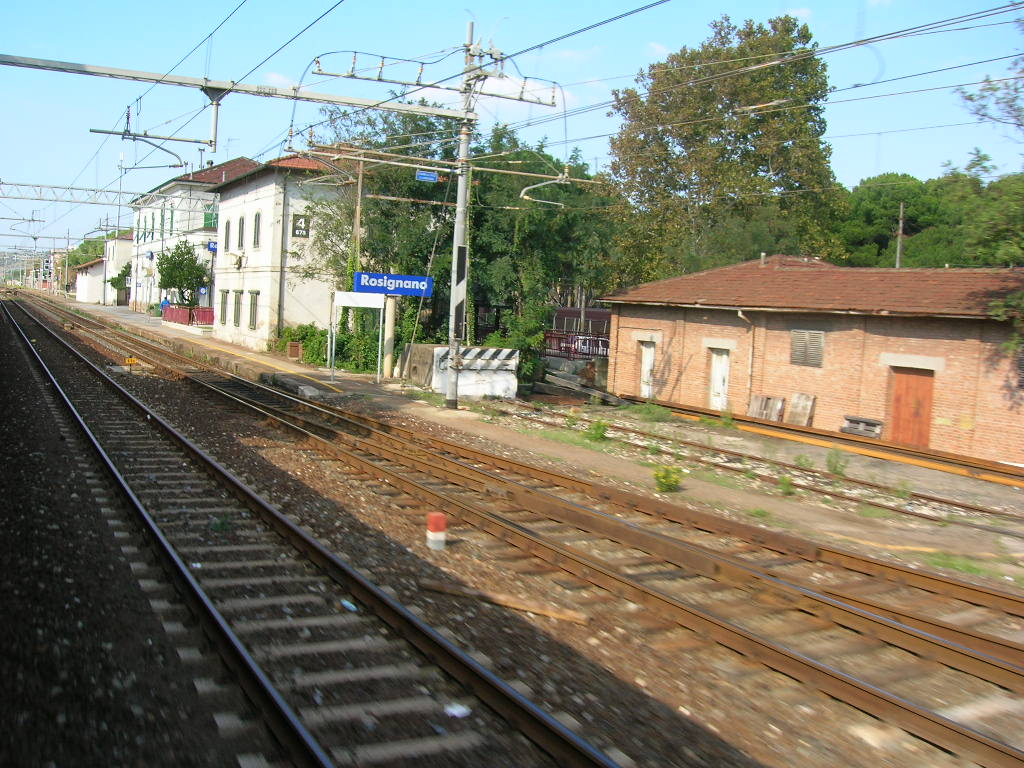
I binari
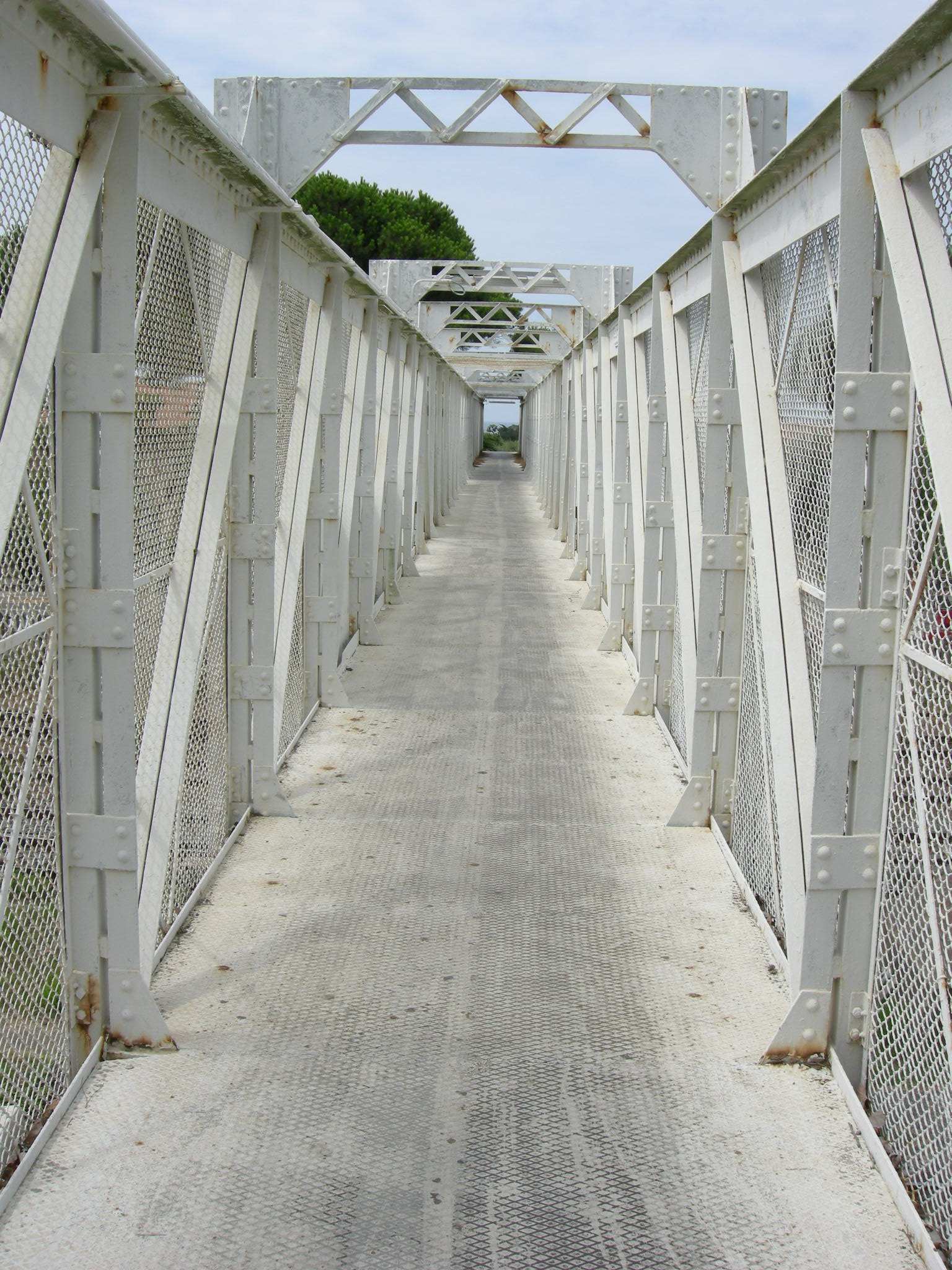
Soprapassaggio